# Ranunculus seguieri
Il ranuncolo di Seguier (nome scientifico: Ranunculus seguieri Vill., 1779) è una pianta appartenente alla famiglia delle Ranunculaceae, abitatrice dei pascoli alpini.

## Etimologia
Il nome generico (Ranunculus), passando per il latino, deriva dal greco Batrachion, e significa “rana” (è Plinio scrittore e naturalista latino, che c'informa di questa etimologia) in quanto molte specie di questo genere prediligono le zone umide, ombrose e paludose, habitat naturale degli anfibi. L'epiteto specifico (seguieri) è stato dato in onore del naturalista francese Jean-François Séguier (1703 – 1784) descrittore di una flora veronese.

Il binomio scientifico attualmente accettato (Ranunculus seguieri) è stato proposto dal botanico francese Dominique Villars (Villar, 14 novembre 1745 - Strasburgo, 26 giugno 1814) in una pubblicazione del 1779.

## Descrizione

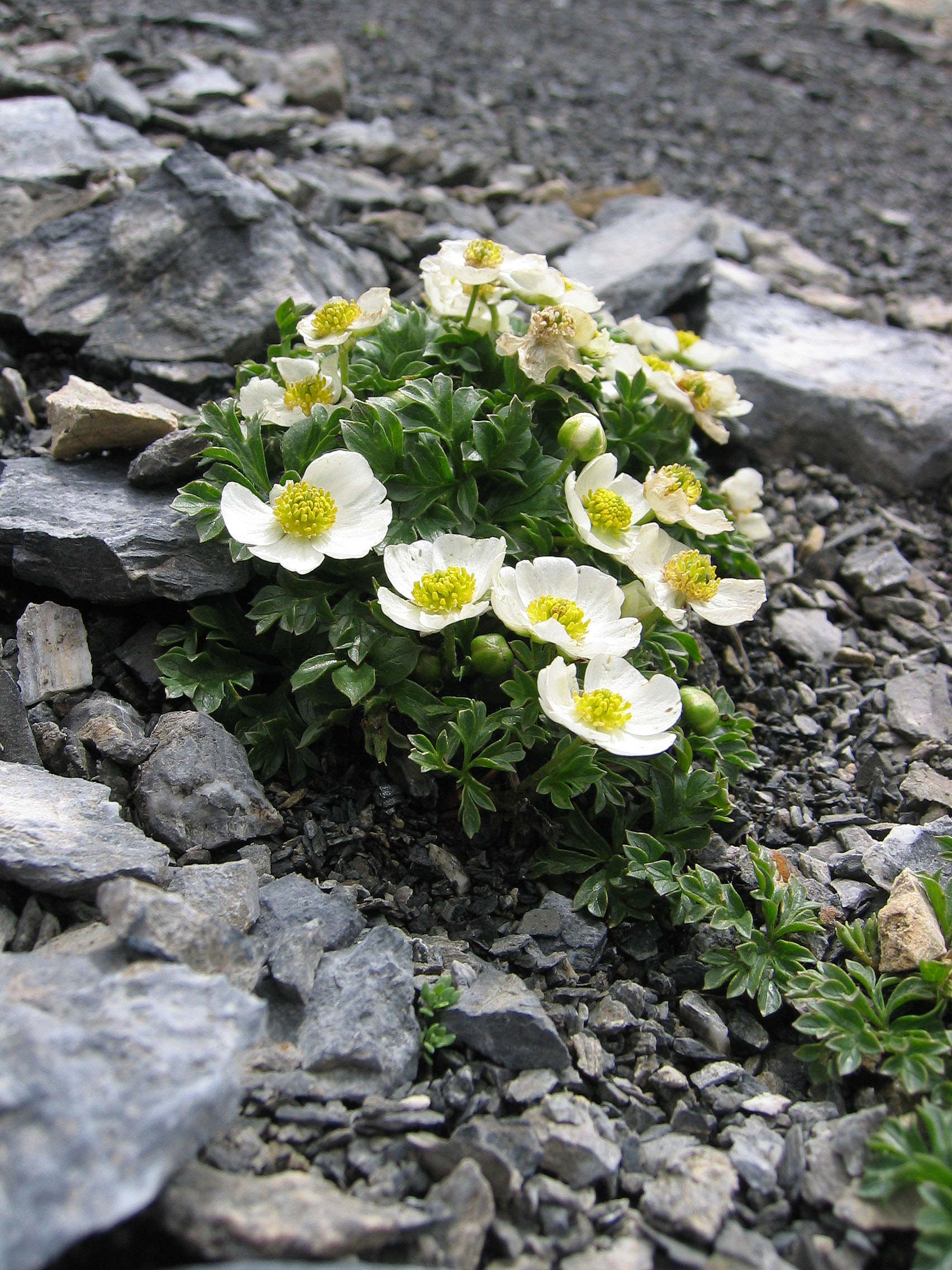
Il portamento

È una pianta perenne e erbacea terrestre caratterizzata da alcune particolarità anatomiche e morfologiche come la possibilità di far germoliare le gemme ascellari. L'altezza media oscilla tra 5 e 10 cm (massimo 15 cm). È inoltre definita emicriptofita scaposa (H scap), ossia è una pianta con gemme svernanti al livello del suolo e protetta dalla lettiera o dalla neve. Tutta la pianta è priva di cellule oleifere. 

### Radici
Le radici sono secondarie da rizoma (mai tuberose) a forma fascicolata e ingrossate (2 mm di diametro).

### Fusto
- Parte ipogea: praticamente assente.
- Parte epigea: i fusti aerei di queste piante sono radicali, brevi e a portamento eretto.

### Foglie

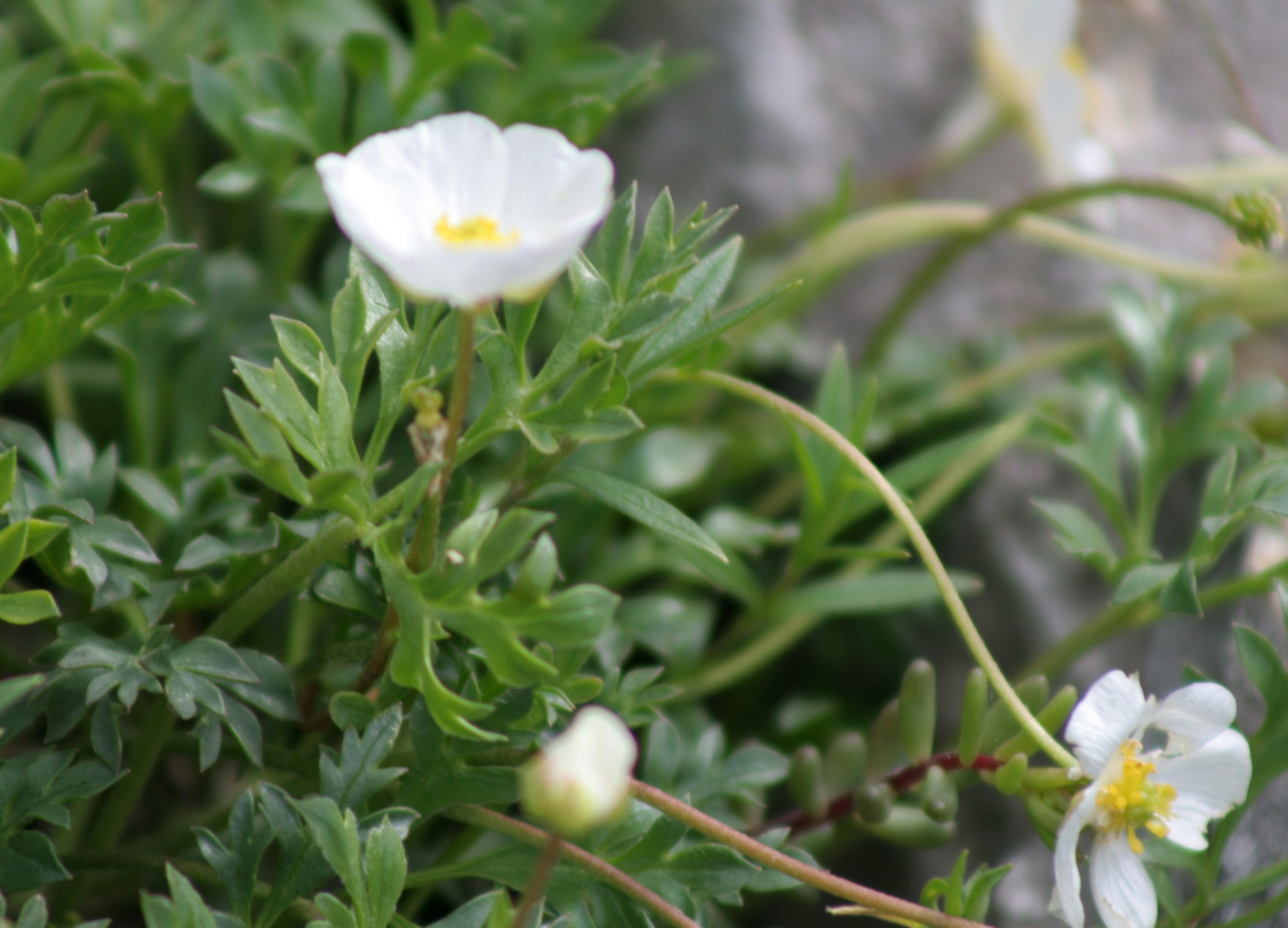
Le foglie
Località: "Giardino Botanico delle Alpi Orientali", Monte Faverghera (BL), 1500 m s.l.m. - 18/06/2008

- Foglie basali: le foglie basali sono picciolate ed hanno una forma pentagonale (o quasi circolare, in tutti i casi poligonale) con margini incisi in 3 lobi o segmenti (foglia di tipo 3-palmatosetta). I vari segmenti a forma di lacinie sono ben distanziati uno dall'altro e sono a sua volta lobati. Il colore della foglia è verde opaco con riflessi argentei. Il picciolo e le lacinie sono pubescenti. Diametro delle foglie: 1,5 – 3 cm.
- Foglie cauline: le foglie superiori lungo il fusto sono disposte in modo alterno, senza stipole e sono progressivamente ridotte (anche i piccioli sono più brevi) con un numero minore di lobi.

### Infiorescenza
L'infiorescenza di questa pianta può presentarsi con 1 o più fiori (massimo 6). Ogni fiore per peduncolo è unico (monocefalo). In genere sono glabri (raramente lanosi); la parte terminale del peduncolo facilmente può essere pubescente.

### Fiore

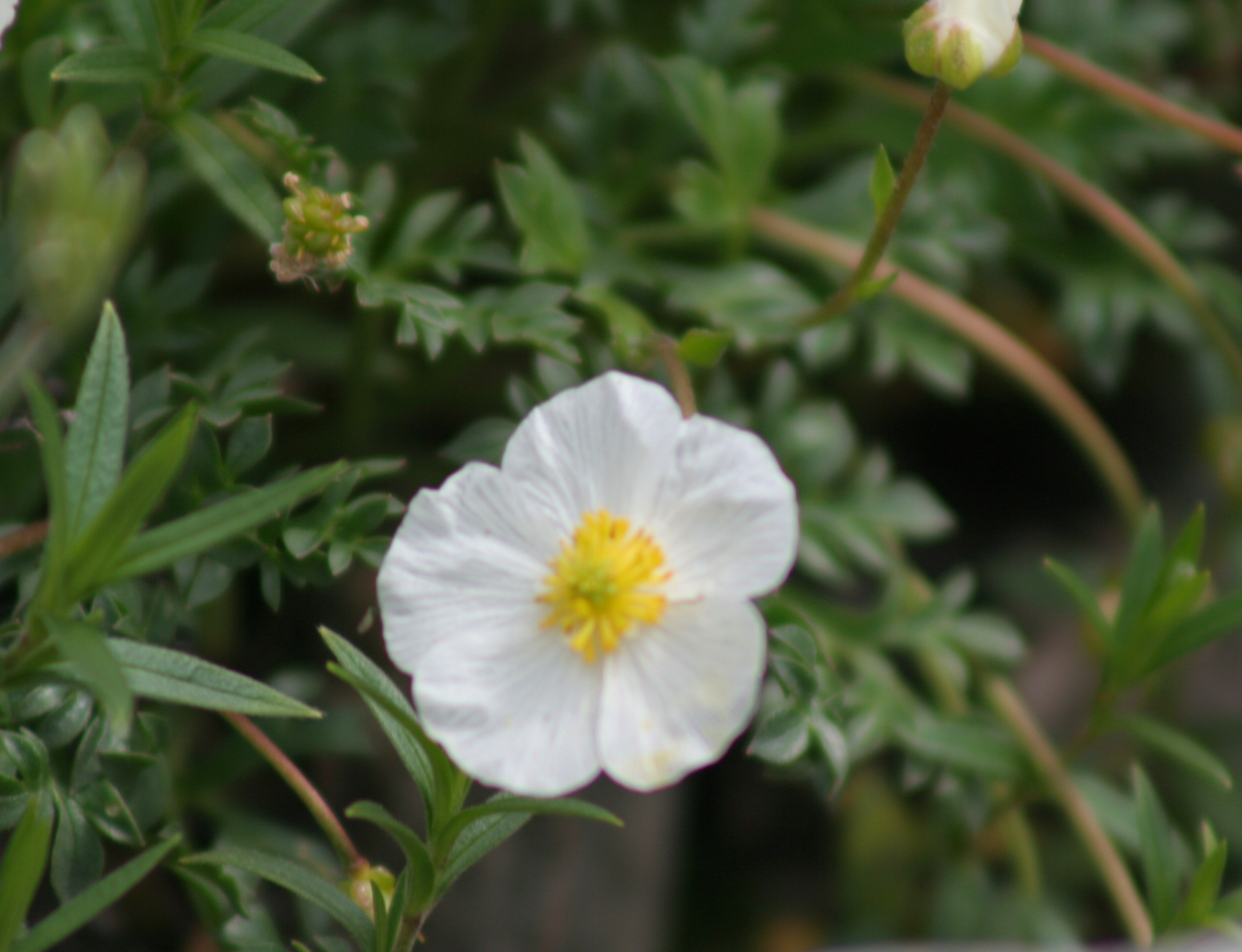
Il fiore
Località: "Giardino Botanico delle Alpi Orientali", Monte Faverghera (BL), 1500 m s.l.m. - 18/06/2008

I fiori sono ermafroditi, emiciclici e attinomorfi. I fiori sono di tipo molto arcaico anche se il perianzio(o anche più esattamente il perigonio) di questo fiore è derivato dal perianzio di tipo diploclamidato (tipico dei fiori più evoluti), formato cioè da due verticilli ben distinti e specifici: sepali e petali. Il ricettacolo (supporto per il perianzio) è glabro. I peduncoli sono cilindrici e non sono solcati. Dimensione del fiore: 20 – 25 mm.
- Formula fiorale: per queste piante viene indicata la seguente formula fiorale:

* K 5, C 5, A molti, G 1-molti  (supero), achenio
- Calice: il calice è formato da 5 sepali glabri, giallastri o violacei a disposizione embricata. In realtà i sepali sono dei tepali sepaloidi[6]. Alla fioritura sono disposti in modo patente ed appressati ai petali; poi sono caduchi. Dimensione dei sepali: larghezza 2 mm; lunghezza 6 mm.
- Corolla: la corolla è composta da 5 petali di colore bianco; la forma è “cuoriforme” o obcuneata; sono lievemente embricati e a forma di coppa. Alla base dal lato interno è presente una fossetta nettarifera (= petali nettariferi di derivazione staminale). In effetti anche i petali della corolla non sono dei veri e propri petali: potrebbero essere definiti come elementi del perianzio a funzione vessillifera[7]. Dimensione dei petali: larghezza 8 – 10 mm; lunghezza 10 – 11 mm.
- Androceo: gli stami, inseriti a spirale nella parte bassa sotto l'ovario, sono in numero indefinito e comunque più brevi dei sepali e dei petali; la parte apicale del filamento è lievemente dilatata sulla quale sono sistemate le antere bi-logge, di colore giallo a deiscenza laterale. Al momento dell'apertura del fiore le antere sono ripiegate verso l'interno, ma subito dopo, tramite una torsione, le antere si proiettano verso l'esterno per scaricare così il polline lontano dal proprio gineceo evitando così l'autoimpollinazione. Il polline è tricolpato (caratteristica tipica delle Dicotiledoni).
- Gineceo: l'ovario è formato da diversi carpelli liberi uniovulari; sono inseriti a spirale sul ricettacolo; gli ovuli sono eretti e ascendenti. I pistilli sono apocarpici (derivati appunto dai carpelli liberi) e sono gialli come le antere, mentre la parte basale (il carpello) è verde chiaro quasi trasparente.
- Fioritura: da maggio a luglio.

### Frutti
I frutti (un poliachenio) sono degli acheni lisci a forma ovata o subsferica; sono molto numerosi, appiattiti, compressi e con un rostro o becco apicale lungo circa ¼ dell'achenio (= achenio a becco breve); il rostro è lievemente ricurvo, ma non uncinato. Ogni achenio contiene un solo seme. Insieme formano una testa sferica posta all'apice del peduncolo fiorale. Dimensione degli acheni: 3 – 4 mm.

## Riproduzione
La riproduzione di questa pianta avviene per via sessuata grazie all'impollinazione degli insetti pronubi (soprattutto api) in quanto è una pianta provvista di nettare (impollinazione entomogama).

## Distribuzione e habitat
- Geoelemento: il tipo corologico (area di origine) è Orofita – Sud Est Europeo o in modo più ristretto Alpico – Appenninico.
- Distribuzione: in Italia il “Ranuncolo di Seguier” si trova nelle Alpi (province: CN BG BS TN BZ BL UD) e negli Appennini centrali (M. Vettore, M. Corno e Majella). È considerata pianta rara. È presente inoltre nelle Alpi francesi, nella zona di Berna (Svizzera), Austria meridionale e Slovenia. Nel resto dell'Europa è presente sul Massiccio del Giura, nella penisola balcanica e nella penisola iberica.
- Habitat: l'habitat tipico per queste piante sono i pendii franosi; ma anche rupi, ripari sotto rocce, ghiaioni e pietraie. Il substrato preferito è calcareo con pH basico – neutro, terreno a bassi valori nutrizionali e mediamente umido.
- Distribuzione altitudinale: sui rilievi queste piante si possono trovare da 1800 (minimo 1300) fino a 2600 m s.l.m.; frequentano quindi i seguenti piani vegetazionali: subalpino e alpino.

### Fitosociologia
Dal punto di vista fitosociologico la specie di questa voce appartiene alla seguente comunità vegetale:
Formazione: delle comunità delle fessure, delle rupi e dei ghiaioni
Classe: Thlaspietea rotundifolii
Ordine: Thlaspietalia rotundifolii
Alleanza: Thlaspion rotundifolii

## Tassonomia
Il genere Ranunculus è un gruppo molto numeroso di piante comprendente oltre 400 specie originarie delle zone temperate e fredde del globo, delle quali quasi un centinaio appartengono alla flora spontanea italiana. La famiglia delle Ranunculaceae invece comprende oltre 2500 specie distribuite su 58 generi. 

Le specie spontanee della nostra flora sono suddivise in tre sezioni (suddivisione a carattere pratico in uso presso gli orticoltori organizzata in base al colore della corolla): Xanthoranunculus – Batrachium – Leucoranunculus. La specie Ranunculus seguieri appartiene alla terza sezione (Leucoranunculus) caratterizzata dall'avere i peduncoli fruttiferi diritti, acheni lisci, piante a portamento eretto con petali bianchi.

Un'altra suddivisione, che prende in considerazione caratteristiche morfologiche ed anatomiche più consistenti (ma fondamentalmente simili), è quella che divide il genere in due sottogeneri (o subgeneri), assegnando il Ranunculus seguieri al subgenere Ranunculus, caratterizzato da piante con fusti eretti (e quindi forniti di tessuti di sostegno), peduncoli dell'infiorescenza eretti alla fruttificazione, lamina fogliare ben sviluppata e petali bianchi (l'altro subgenere Batrachium è dedicato soprattutto alle specie acquatiche).

Il numero cromosomico di R. seguieri è: 2n = 16.

### Variabilità
In Italia le popolazioni dei due areali (quello alpino e quello appenninico) sono considerate da più di qualche botanico delle varietà indipendenti, che qui vengono descritte brevemente:
- Alpi: nelle foglie basali le lacinie sono più acuminate e larghe fino a 5 mm (larghezza media 1,5 – 2 mm);
- Appennini (var. praetutianus Pamp.): la lacinie hanno un apice ottuso (larghezza media 1 – 1,5 mm) e una consistenza più carnosa; i bordi sono inoltre revoluti;

Sempre nelle Alpi è stata individuata un'altra varietà (sporadicamente presente) con foglie cauline intere (non palmatosette) definita dal botanico Fenaroli var. cadinensis.
Altre sottospecie, non presenti in Italia, sono: 
- Ranunculus seguieri subsp. montenegrinus (Halácsy) Tutin (1964)[13].
- Ranunculus seguieri subsp. cantabricus Rivas Martinez.Izco & M.Costa (1971)[14].

### Ibridi
Questa pianta può ibridarsi con altre specie e formare i seguenti ibridi interpsecifici:
- Ranunculus × digeneus Kerner ex W.Huber (1988) – Ibrido con Ranunculus parnassifolius L. (1753)[14]
- Ranunculus × faurei Rouy & E.G. Camus (1901) – Ibrido con Ranunculus platanifolius L. (1767)[11]
- Ranunculus × yvesii Burnat in Rouy (1901) – Ibrido con Ranunculus pyrenaeus L. (1771)[11]

### Sinonimi
La specie di questa voce ha avuto nel tempo diverse nomenclature. L'elenco che segue indica alcuni tra i sinonimi più frequenti:
- Ranunculus columnae All. (1785)

### Specie simili
Nelle zone alpine diverse specie di ranuncoli possono essere confuse le une con le altre; eccone alcune:
- Ranunculus bilobo Bertol. (1858) – Ranuncolo bilobo: le foglie sono intere e i petali sono cuoriformi e bilobati; si trova nelle province di BG BS TN.
- Ranunculus crenatus Waldst. (1779) – Ranuncolo crenato: le foglie sono intere e il bordo dei petali è crenulato; si trova in Stiria (Austria).
- Ranunculus glacialis L. (1753) – Ranuncolo dei ghiacciai: l'apparato fogliare è ridotto al minimo; è comune su tutte le Alpi ma a quote piuttosto alte.
- Ranunculus kuepferi Greuter & Burdet (1987) – Ranuncolo di Kupfer: le foglie sono strette e lineari; sulle Alpi è comune.
- Ranunculus parnassiifolius L. - Ranuncolo con foglie di Parnassia: le foglie sono intere e ovali; si trova nelle Alpi centrali.

## Usi

### Farmacia
Queste piante contengono l'anemonina; una sostanza particolarmente tossica per animali e uomini. Infatti gli erbivori brucano le foglie di queste piante con molta difficoltà e solamente dopo una buona essiccazione (erba affienata) che fa evaporare le sostanze più pericolose. Anche le api evitano di bottinare il nettare dei “ranuncoli”. Sulla pelle umana queste piante possono creare delle vesciche (dermatite); mentre sulla bocca possono provocare intenso dolore e bruciore alle mucose.

### Giardinaggio
Sono piante rustiche di facile impianto per cui spesso sono coltivate nei giardini rustici o anche alpini.